# For Professional Reasons
Pour plus de détails, voir Fiche technique et Distribution.
For Professional Reasons est un film muet américain réalisé par Burton L. King, sorti en 1915.

## Fiche technique
- Titre : For Professional Reasons
- Réalisation : Burton L. King
- Scénario : Harvey Gates
- Producteur :
- Société de production : Victor Film Company
- Sociétés de distribution : Universal Film Manufacturing Company
- Pays d'origine :  États-Unis
- Langue : Anglais
- Métrage : 600 m
- Format : Noir et blanc — 35 mm — 1,33:1 — Muet
- Genre : Film dramatique
- Durée : 20 minutes
- Dates de sortie : 
  -  États-Unis : 1er septembre 1915

## Distribution
- Seymour Zeliff : Pico, un gangster
- Jean Taylor : Georgia, la sœur de Pico
- Wilfred Rogers : 	Dr. John Duvall
- Clyde Benson : Ernest Clay, le procureur du comté
- Betty Benson : Amelia, la sœur d'Ernest